# 야나기 타카유키
야나기 타카유키(일본어: 柳 喬之, 1990년 8월 6일 ~ )는 일본의 배우이자 패션 모델이다.